# Vasilij Mihailovič Aleksejev
Vasilij Mihailovič Aleksejev (rusko Василий Михайлович Алексеев), sovjetski general, * 1900, † 1944.

## Življenje
Leta 1939 je postal poveljnik 9. motorizirane strelske brigade in isto leto še poveljnik 82. in 110. strelske divizije. Med letoma 1940 in 1941 je bil inštruktor na Naprednem poveljniškem tečaju. 
Med drugo svetovno vojno je bil poveljnik 6. tankovske divizije (1941), 5. (1941-42) in 57. tankovske brigade (1942), poveljnik tankovsko-mehaniziranih sil 45. armade (1942-43), poveljnik 227. tankovske brigade (1943), 10. tankovskega korpusa (1943) in poveljnik 5. gardnega tankovskega korpusa (1944).